# نیو سایت (آلاباما)
نیو سایت (به انگلیسی: New Site) شهری در شهرستان تالاپوسا ایالت آلاباما است که مساحت آن ۲۵٫۶ کیلومتر مربع است و در سرشماری سال ۲۰۱۰ میلادی، ۷۷۳ نفر جمعیت داشته و تراکم جمعیتی آن، ۳۰٫۲ نفر در هر کیلومتر مربع بوده است.